# Spun
Spun (auch Spun – Leben im Rausch) ist ein US-amerikanischer Spielfilm, der im Jahr 2001 in Kalifornien gedreht wurde. Als Regisseur fungierte der vor allem durch Musikvideos bekanntgewordene Jonas Åkerlund, dessen experimenteller Stil neben der Musik von Billy Corgan und der Vielzahl an Cameo-Auftritten bekannter Musiker kennzeichnend für den Film ist. Im deutschsprachigen Raum hatte der Film am 7. August 2003 Kinostart.

## Handlung
Der Film zeigt drei Tage aus dem Leben von Ross, einem jungen Slacker. Da fast alle der dargestellten Personen während des kompletten Films unter Drogeneinfluss stehen, sind ihre Handlungen nicht immer logisch nachvollziehbar. So lässt Ross seine „Freundin“ nackt ans Bett gefesselt, geknebelt und mit zugeklebten Augen allein, um kurz eine Besorgung zu machen, und kehrt dann stundenlang nicht zurück (die CD, die er zu ihrer Unterhaltung eingelegt hat, beginnt zu ihrem Unglück in dem Moment zu springen, in dem er den Raum verlässt).
Als Ross bei seinem Freund Spider Mike Methamphetamin kaufen will und dieser nichts mehr vorrätig hat, verweist ihn die ebenfalls anwesende Nikki an den Cook weiter, der die Droge selbst produziert. Dieser verspricht Ross, ihm im Gegenzug für ein paar Gefallen ausreichend Meth zu geben. Ross willigt ein, woraufhin er in den nächsten Tagen für den Cook und dessen Freundin Nikki mit ihrem Hund den Fahrer spielt, bis am dritten Tag das Zimmer des Cooks abbrennt, weswegen er mit Ross in die Stadt fahren muss, um sich neu auszustatten. Anschließend richtet der Cook in einem Wohnwagen ein neues Labor ein. Während der erschöpfte Ross im Auto schläft, explodiert der Wohnwagen.

## Besonderheiten
In Spun treten eine Reihe bekannter Musiker in Cameos auf. So ist Rob Halford als Sexshop-Kassierer zu sehen. Am Tag der Dreharbeiten hatte Halford eine Lebensmittelvergiftung und wollte den Dreh absagen. Mickey Rourke kochte ihm daraufhin eine Hühnersuppe, um die Dreharbeiten zu überstehen. Darüber hinaus hat Deborah Harry als Ross’ Nachbarin, die Ross’ Freundin befreit, eine Nebenrolle und Billy Corgan spielt einen Arzt. Außerdem spielt Alexis Arquette einen Methamphetamin konsumierenden Drogenfahnder und Ron Jeremy einen Barkeeper. Auch der Hauptdarsteller selbst war zu Beginn seiner Karriere Musiker. In einer Szene sieht man ihn, während im Hintergrund seine ehemalige Band Phantom Planet zu hören ist.
Beinahe durchgehend wurde bei der Produktion darauf geachtet, die Drogenerfahrung der Beteiligten auch visuell umzusetzen. So kennzeichnen den Film viele schnelle Schnitte, Zooms und Zeichentricksequenzen, weswegen er auch mit Filmen wie Trainspotting und Requiem for a Dream verglichen wurde.

## Soundtrack
Der von Billy Corgan zusammengestellte Soundtrack enthält eine Vielzahl unterschiedlicher Musikstücke, deren Interpreten u. a. Ozzy Osbourne, T. Rex, Satyricon, die Caesars, Silverbullit, Åkerlunds ehemalige Band Bathory und wiederholt Corgans damalige Band Zwan sind. Letztere sind auch während des Vorspanns zu hören, mit einer akustischen Coverversion des Iron-Maiden-Klassikers The Number of the Beast. Des Weiteren wurde von Zwan das Scorpions-Stück Loving You Sunday Morning neu interpretiert.
Zu Spun erschien kein Soundtrack-Album, wofür die hohen Kosten und die zu große Zahl an gespielten Liedern verantwortlich gemacht werden.

## Kritik und Resonanz
Die Zeitschrift Cinema gab dem Film ihre Höchstwertung und urteilte: „Brutal, komisch und abseitig: Viel näher kann ein Film an einen Drogentrip nicht kommen“. Im amerikanischen Kino lief der Film nicht allzu erfolgreich: Er war insgesamt nur in 24 Lichtspielstätten zu sehen und spielte dort bei einem Budget von etwas unter 3 Millionen US-Dollar etwas über 400.000 Dollar ein. Als erfolgreicher erwies sich die DVD-Version.